# 贝尔福 (北达科他州)
贝尔福（英語：Balfour），是美国北达科他州下属的一座城市。根据2010年美国人口普查，该市有人口26人。